# Arrondissement judiciaire de Bruges
Subdivisions
L'arrondissement judiciaire de Bruges (gerechtelijk arrondissement Brugge en néerlandais) est un des quatre arrondissements judiciaires de la province de Flandre-Occidentale en Belgique et un des sept qui dépendent du ressort de la Cour d'appel de Gand. Il fut formé le 18 juin 1869 lors de l'adoption de la loi sur l'organisation judiciaire et fait partie de l'arrondissement judiciaire de Flandre-Occidentale depuis la fusion des arrondissements judiciaires de 2014.

## Subdivisions
L'arrondissement judiciaire de Bruges était divisé en 8 cantons judiciaires,. Il comprenait 23 communes dont celles de l'arrondissement administratif de Bruges, de l'arrondissement administratif d'Ostende, une des huit communes de l'arrondissement administratif de Roulers et cinq des neuf communes de l'arrondissement administratif de Tielt.
Note : les chiffres et les lettres représentent ceux situés sur la carte.
1. Canton judiciaire de Bruges (Brugge) zone 1
      1. Beernem
  2. Partie de la ville de Bruges délimitée par le canal Gand-Bruges-Ostende le canal de Damme
  3. Oostkamp
2. Canton judiciaire de Bruges zone 2
      1. Partie de la ville de Bruges délimitée par le canal Baudouin et le canal Gand-Bruges-Ostende
  2. Blankenberghe (Blankenberge)
  3. Le Coq (De Haan)
  4. Jabbeke
  5. Zuyenkerque (Zuienkerke)
3. Canton judiciaire de Bruges zone 3
      1. Partie de la ville de Bruges délimitée par le canal de Damme, le canal de Gand-Bruges-Ostende et le canal Baudouin
  2. Damme
  3. Knokke-Heist
4. Canton judiciaire de Bruges zone 4
      1. Partie de la ville de Bruges délimitée au nord et à l'est par le canal Gand-Bruges-Ostende
5. Canton judiciaire d'Ostende (Oostende) zone 1
      1. Bredene
  2. Partie de la ville d'Ostende située à l'est de la rue Koninginnelaan, de la digue jusqu'à la rue Torhoutsesteenweg et au sud de la rue Torhoutsesteenweg depuis la rue Koninginnelaan jusqu'à la limite de la ville d'Ostende
6. Canton judiciaire d'Ostende zone 2 
      1. Gistel
  2. Middelkerke
  3. Partie de la ville d'Ostende située à l'ouest de la rue Koninginnelaan, de la digue jusqu'à la rue Torhoutsesteenweg, et au nord de la rue Torhoutsesteenweg à partir de la rue Koninginnelaan jusqu'à la limite de la ville d'Ostende
  4. Audembourg (Oudenburg)
7. Canton judiciaire de Thielt
      1. Ardoye (Ardooie)
  2. Pittem
  3. Ruiselede
  4. Thielt (Tielt)
  5. Wingene
8. Canton judiciaire de Thourout
      1. Ichtegem
  2. Lichtervelde
  3. Thourout (Torhout)
  4. Zedelghem (Zedelgem)